# 28322 Kaeberich
28322 Kaeberich è un asteroide della fascia principale. Scoperto nel 1999, presenta un'orbita caratterizzata da un semiasse maggiore pari a 2,5999027 UA e da un'eccentricità di 0,0939360, inclinata di 2,90510° rispetto all'eclittica.